# Stewart Granger
Stewart Granger (născut James Leblanche Stewart la 6 mai 1913 – d. 16 august 1993) a fost un actor englez de film.

## Filmografie
- 1956 Ultima vânătoare (The Last Hunt), regia Richard Brooks
- 1960 În nord, spre Alaska! (North to Alaska), regia Henry Hathaway
- 1964 Printre vulturi (Unter Geiern), regia Alfred Vohrer